# 案山子とラケット 〜亜季と珠子の夏休み〜
『案山子とラケット 〜亜季と珠子の夏休み〜』（かかしとラケット あきとたまこのなつやすみ）は、日本で生まれ育ったソフトテニスの誕生130周年を記念して製作された映画。主演は平祐奈と大友花恋。監督・井上春生、脚本・村川康敏。

## ストーリー
心に傷を負った小田切亜季は、中学3年生の夏に家族を置いて、父・雅也（小市慢太郎）が暮らす島へと単身引っ越して来る。亜季は、そこで同じ中学三年生の松丘珠子と出会う。
珠子は関東で開催されるインターハイ見学を口実に、亜季と共に東京へ出る。試合を観てソフトテニスの魅力を知った珠子は、強豪校のソフトテニス部にいた亜季に、「ソフトテニスを教えて欲しい」と頼む。一度はソフトテニスを諦めた亜季だったが、珠子の懇願に負けてコーチをする破目になる。村にはテニスコートがなく、亜季と珠子は瓦礫が山積みになった廃校の校庭をテニスコートにしようと、草むしりを始めた。しかし、役場職員の林田育夫が、2人の計画をやめさせようとする。廃校は売却し、記念碑を作る事になっていた。
亜季と珠子の奮闘を知った鏡八重は、覇気無く害獣駆除をしている村役場の臨時職員・青木真人を焚き付け、村長の渡辺忠太郎に直談判して、村を挙げて廃校の校庭にソフトテニスコートを作るよう要請する。
一方、亜季と珠子は夏の練習試合に出場すべくコーチを探していた。そして、インターハイ出場経験のある亜季の姉・美里（関めぐみ）を村に呼び、2人のコーチを頼んだ。その晩、美里が母を置いて農業を始めた父を責めて口論になり、小田切家が抱える問題が浮き彫りになる。その後、夏の練習試合で大敗した亜季と珠子は、実業団のコーチ・西園寺馨の指導を受け、更にソフトテニスでインターハイ出場経験のあった青木がコーチを買って出て、ソフトテニスに打ち込むことになる。その様子を珠子の父・修造や母・松子、兄の大樹らが離れて見守っていた。
亜季と珠子の奮闘に感化された青木は、村役場の仕事にも精を出すようになる。また、亜季も皆の助けによってトラウマを克服して成長して行く。やがて、村人たちに活気が戻り、廃校の校庭にソフトテニスコートが完成した。そして、亜季と珠子は、テニスコート完成記念試合に出場する事になる。

## キャスト
- 小田切亜希 - 平祐奈
- 松丘珠子 - 大友花恋
- 青木真人 - 星田英利
- 小田切雅也 - 小市慢太郎
- 小田切美里 - 関めぐみ
- 松丘松子 - 久保田磨希
- 松丘修造 - 佐藤正宏
- 松丘大樹 - 齋藤隆成
- 望月和男 - 駿河太郎
- 林田育夫 - 久松信美
- 藤田彩絵 - 藤井さやか
- 渡辺忠太郎 - 斉木しげる
- 鏡八重 - 草村礼子
- 西園寺馨 - 柳葉敏郎（特別出演）

## スタッフ
- 監督 - 井上春生
- 原案 - 古澤敏文
- 脚本 - 村川康敏
- 音楽 - 野崎美波
- 主題歌 - さだまさし「青空背負って」
- 製作プロダクション - ドラゴンフライエンタテインメント
- 配給 - イオンエンターテイメント
- 製作 - 「案山子とラケット」製作委員会（ベースボール・マガジン社、大日本印刷）